# Shibli al-Aysami

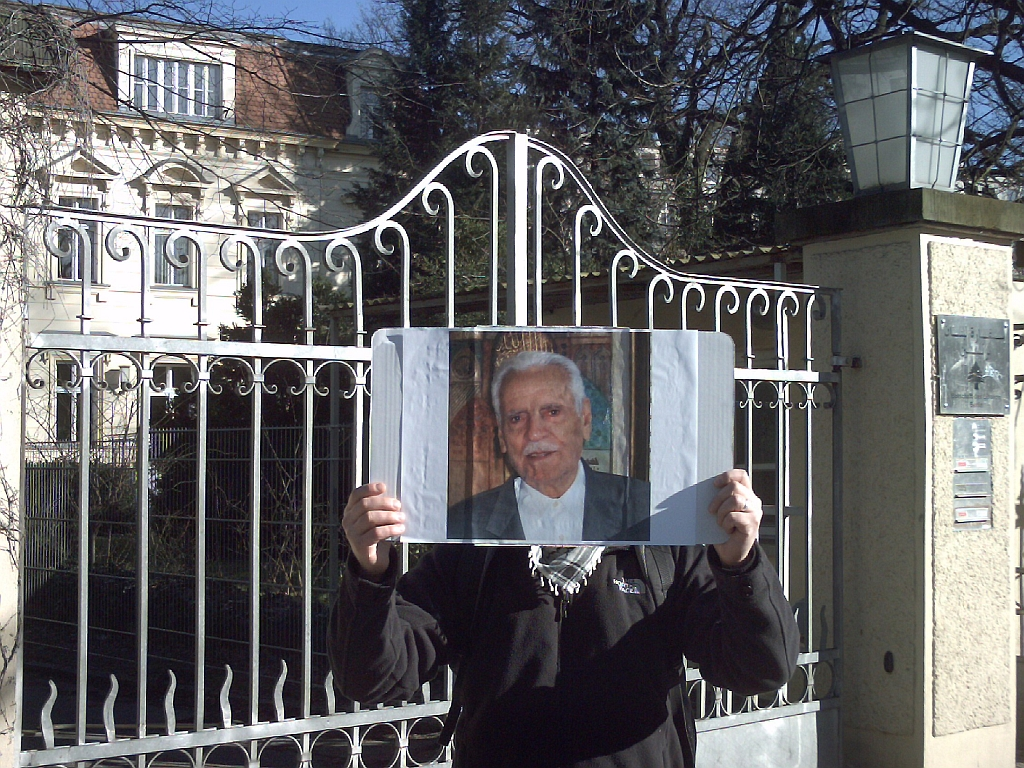
Vor Libanons Botschaft in Berlin erinnerten baathistische Studenten 2014 an das Verschwinden al-Aysamis.

Shibli Yousef Hamad al-Aysami (arabisch شبلي العيسمي Schiblī al-ʿAisamī, DMG Šiblī al-ʿAisamī, auch als Chebli, Shebli bzw. Shibli-L-Aʾysami, al-Ayasami und al-Ayssami transkribiert; * 5. Februar 1925 in as-Suwaida, Syrien) ist ein ehemaliger baathistischer syrischer Politiker. Am 24. Mai 2011 wurde er im Libanon von Unbekannten entführt und ist seitdem verschwunden.

## Leben

### In Syrien
Der aus einer drusischen Familie stammende Shibli al-Aysami wurde im Drusengebiet Dschebel ad-Duruz geboren, das damals unter französischer Mandatsherrschaft als autonomer Drusenstaat von Syrien abgespalten war. Al-Aysami studierte in Damaskus und wurde zunächst Lehrer. In Damaskus traf er mit Michel Aflaq zusammen und zählte 1947 zu den Mitbegründern der Baath-Partei und zu ihrer Nationalleitung (Nationalkommando). 
Nach der Regierungsübernahme der Baath-Partei 1963 hatte er verschiedene Ministerposten in der syrischen Regierung inne – bis August 1963 war er Minister für Bildung, dann bis November 1963 für Landwirtschaft im Kabinett von Salah ad-Din al-Bitar, danach bis Mai 1964 für Kultur im Kabinett von Amin al-Hafiz.
Am 27. Mai 1964 löste al-Aysami al-Hafiz als Generalsekretär der syrischen Regionalleitung der Baath-Partei ab, am 28. Dezember 1965 wurde er anstelle Nureddin al-Atassis vom Nationalen Revolutionsrat zum stellvertretenden Vorsitzenden des Präsidialrates gewählt und war somit bis zum 23. Februar 1966 als syrischer Vizepräsident erster Stellvertreter des Präsidenten Amin al-Hafiz.

### Im Irak

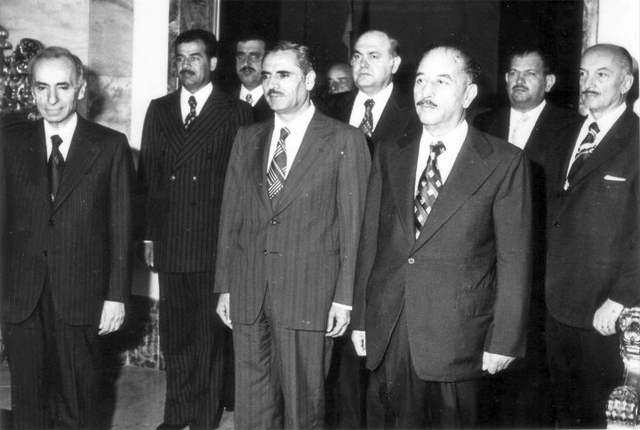
Baath-Nationalleitung in Bagdad (um 1974), von links nach rechts: Michel Aflaq, Saddam Hussein, Shibli al-Aysami (Mitte, hellerer Anzug), Hasan al-Bakr u. a. m.

Nach Flügelkämpfen innerhalb der syrischen Baath-Partei und dem Putsch des linken („neobaathistischen“) Flügels vom 23. Februar 1966 wurde er wie Aflaq, al-Hafiz, al-Bitar und andere Parteifunktionäre zunächst verhaftet und zum Tode verurteilt, konnte aber entkommen und floh mit Aflaq in den Libanon. Nach der Machtübernahme der Baath-Partei im Irak gingen Aflaq und al-Aysami 1968 nach Bagdad. Ein Teil seiner Familie blieb im Libanon, ein anderer Teil zog in die USA oder nach Venezuela (z. B. Shlibis Bruder Carlos, der Vater von Tareck El Aissami). 
Im Irak bildete die Baath-Partei 1974 ein neues Nationalkommando; Aflaq wurde Generalsekretär und al-Aysami sein Stellvertreter. Zwar wurde er 1979 in dieser Funktion vom irakischen Präsidenten Saddam Hussein abgelöst, al-Aysami aber blieb weiterhin ein bedeutender parteipolitischer Publizist und scharfer Kritiker des syrischen Neo-Baath-Regimes, bis er sich 1992 ins Privatleben zurückzog.

### Exil und Entführung
Nach der US-amerikanischen Invasion des Iraks floh al-Asyami 2003 zunächst nach Ägypten (anders als al-Hafiz, der nach Syrien zurückkehrte), seit 2007 war er im Besitz eines Diplomatenpasses der Republik Jemen. Nach einem Aufenthalt in den USA 2008 besuchte er 2010 seine Verwandten im Libanon. Bei einem erneuten Besuch wurde er am 24. Mai 2011 in der Stadt Aley von Unbekannten verschleppt. Seine Tochter macht das syrische Assad-Regime verantwortlich und vermutet al-Aysami in einem syrischen Gefängnis, wo sie angesichts seines hohen Alters um seinen Gesundheitszustand und sein Leben fürchtete. Das syrische Regime behauptete stattdessen, der libanesische Drusenführer Walid Dschumblat wisse um al-Aysamis Schicksal. Andere machen syrische Salafisten für die Entführung al-Aysamis verantwortlich. Seine Familie appellierte 2012 auch an den UN-Menschenrechtsausschuss.

## Schriften
- Muhafazat al-Suwayad (1962)
- La révolution arabe (1971)
- Arab Unity through experience (Beirut, 1971)
- Unity, Freedom, Socialism (Madrid, 1976)
- Arabische Sozialistische Ba'th Partei: Die Gründungsperiode in den vierziger Jahren  (Varese, 1977)
- Einheit, Freiheit, Sozialismus (Varese, 1978)

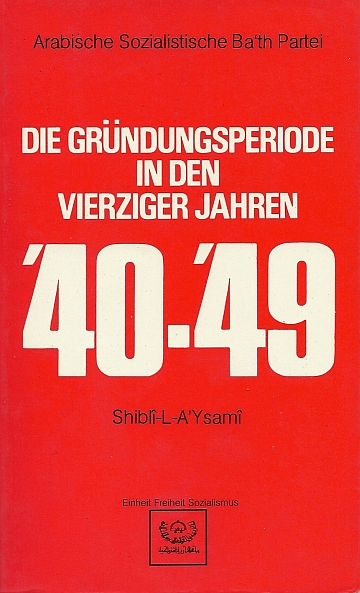
In Italien gedruckte deutsche Version der frühen Parteigeschichte durch al-Aysami (mit unüblicher Transkription seines Namens)
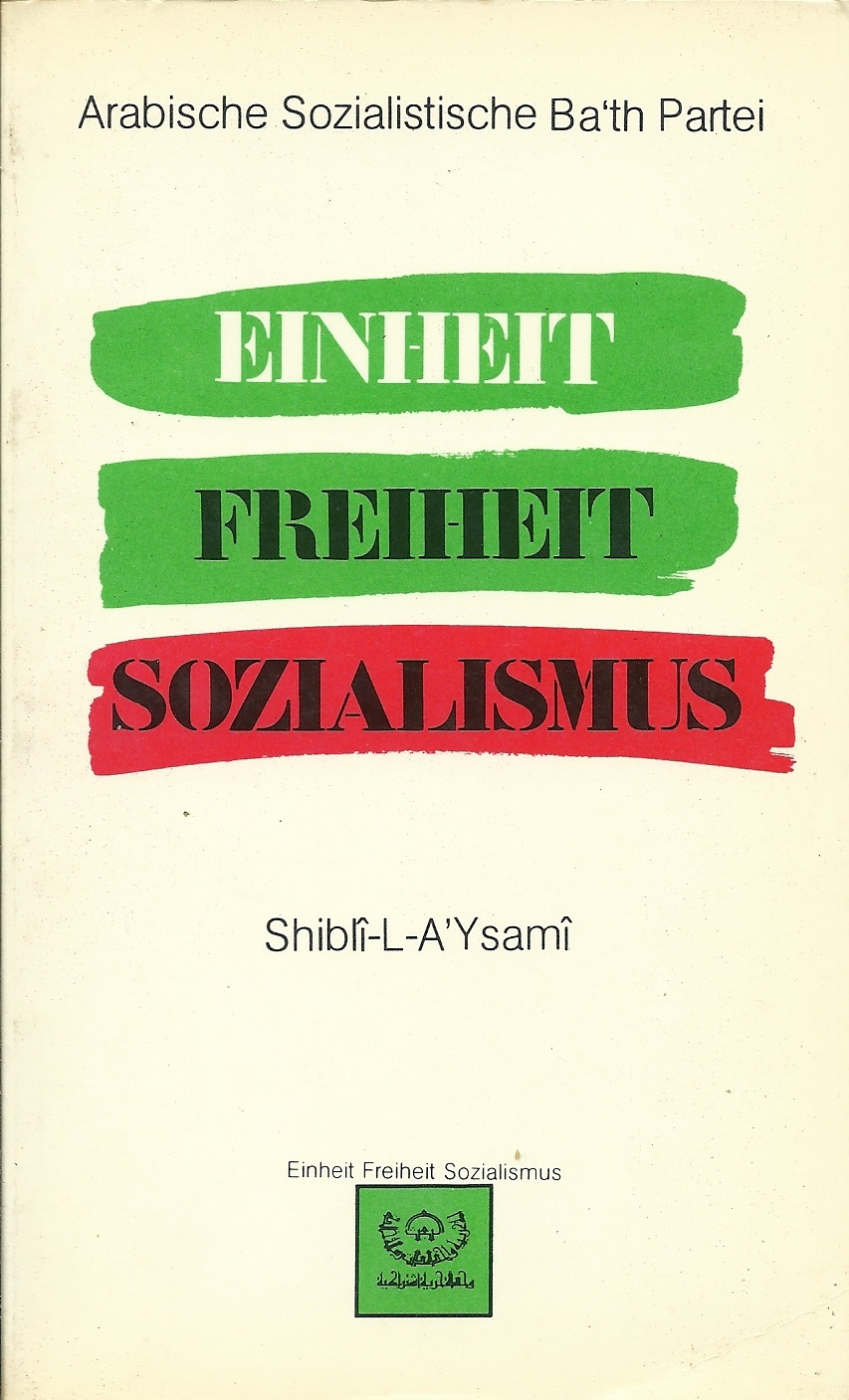
Betrachtungen der Konzepte der Bath-Partei und des irakischen Alternativvorschlags zur Föderation Arabischer Republiken